# Nuevo orden
Nuevo orden is een Mexicaanse film uit 2020, geregisseerd door Michel Franco.

## Verhaal
In 2021 wordt de kloof tussen sociale klassen in Mexico steeds groter. Een high society huwelijk wordt onderbroken door een groep gewapende en gewelddadige relschoppers die deel uitmaken van een nog grotere opstand van kansarmen en de deelnemers gijzelen. Het Mexicaanse leger gebruikt de wanorde veroorzaakt door de rellen om een militaire dictatuur in het land te vestigen.

## Rolverdeling
| Acteur                 | Personage     |
| ---------------------- | ------------- |
| Naian Gonzalez Norvind | Marianne      |
| Diego Boneta           | Daniel        |
| Mónica Del Carmen      | Marta         |
| Fernando Cuautle       | Cristian      |
| Darío Yazbek           | Alan          |
| Eligio Meléndez        | Rolando       |
| Roberto Medina         | Iván          |
| Patricia Bernal        | Pilar         |
| Lisa Owen              | Rebeca        |
| Enrique Singer         | Victor        |
| Gustavo Sánchez Parra  | General Oribe |

## Ontvangst

### Recensies
Op Rotten Tomatoes geeft 67% van de 43 recensenten de film een positieve recensie, met een gemiddelde score van 7,30/10. Website Metacritic komt tot een score van 73/100, gebaseerd op 8 recensies, wat staat voor "generally favorable reviews" (over het algemeen gunstige recensies)

### Prijzen en nominaties
De film won 3 prijzen en werd voor 4 andere genomineerd. Een selectie:
| Jaar | Evenement              | Categorie       | Genomineerde | Resultaat |
| ---- | ---------------------- | --------------- | ------------ | --------- |
| 2020 | Venetië (77ste editie) | Grote Juryprijs | Nuevo orden  | Gewonnen  |